# آکوا آپیا

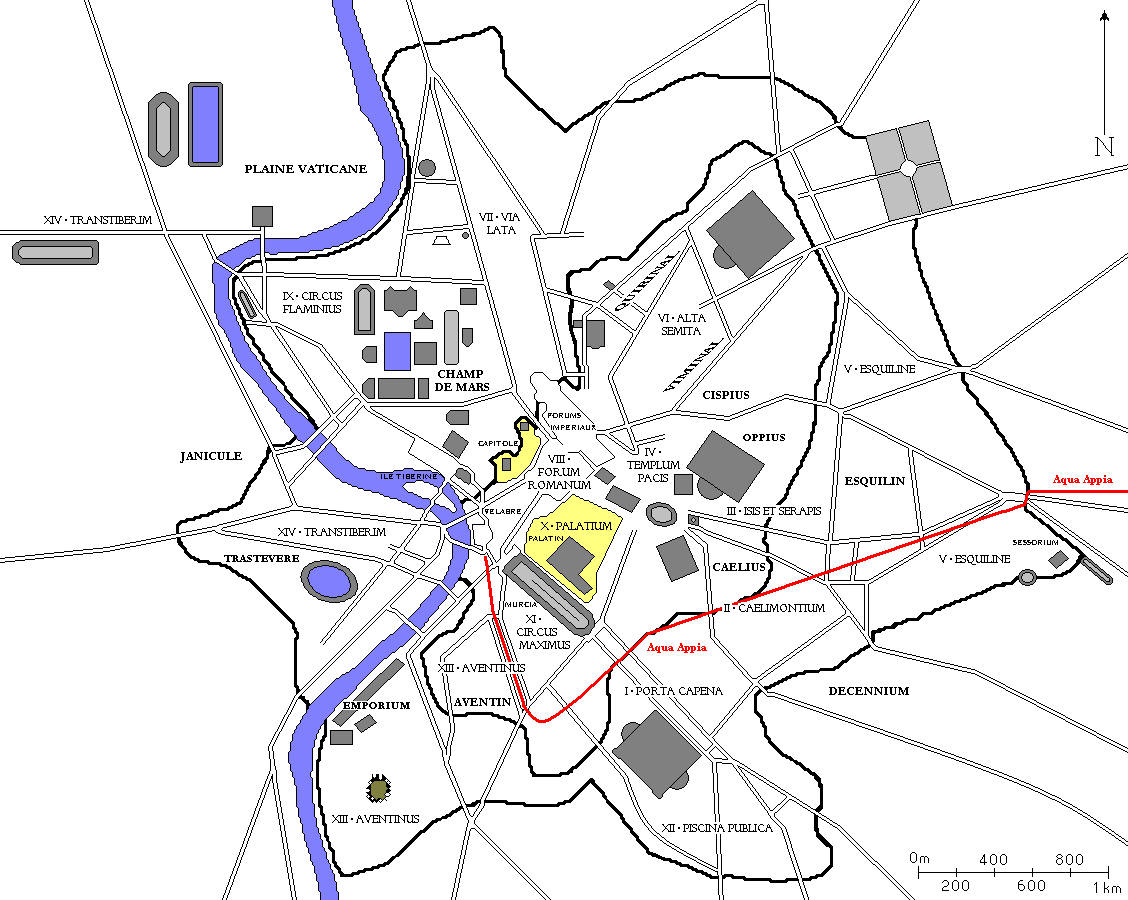

آکوا آپیا (به لاتین: Aqua Appia) نخستین قنات به سبک رومی بود که در سال ۳۱۲ پیش از میلاد توسط دو کنسور رومی، کلودیوس کائکوس و گایوس پلوتیوس ونوکس ساخته‌شد. آکوا آپیا وظیفه آب‌رسانی به شهر رم را برعهده داشت و تخمین زده می‌شود که روزانه ۷۳هزار متر مکعب آب را به این شهر می‌رساند.